# Henrique de Saxe-Römhild
Henrique de Saxe-Römhild (19 de novembro de 1650 - 13 de maio de 1710) foi o único duque de Saxe-Römhild.

## Família
Henrique era o sétimo do duque Ernesto I de Saxe-Gota e da duquesa Isabel Sofia de Saxe-Altemburgo. Entre os seus irmãos estavam o duque Frederico I de Saxe-Gota-Altemburgo, o duque Alberto V de Saxe-Coburgo, o duque Bernardo I de Saxe-Meiningen, o duque Cristiano de Saxe-Eisenberg, o duque Ernesto III de Saxe-Hildburghausen e o duque João Ernesto IV de Saxe-Coburgo-Saalfeld. Os seus avós paternos eram  João II, Duque de Saxe-Weimar e a princesa Doroteia Maria de Anhalt. Os seus avós maternos eram o duque João Filipe de Saxe-Altemburgo e a duquesa Isabel de Brunswick-Wolfenbüttel.

## Vida
Após a morte do seu pai em 1675, Henrique e os irmãos governaram o ducado de Saxe-Gota-Altemburgo em conjunto, mas, no dia 24 de fevereiro de 1680, os irmãos decidiram fazer um tratado de divisão das terras no qual Henrique ficou com o estado de Saxe-Römhild que continha as cidades de Römhild, Königsberg (que actualmente faz parte do distrito da Baviera), Themar, Behrungen e Milz e o feudo de Echter.
No dia 18 de novembro de 1680, Henrique e a sua esposa mudaram-se para o Castelo de Glücksburg em Römhild. Henrique remodelou activamente o castelo, construindo-o à sua maneira. A igreja do castelo foi construída durante o seu reinado bem como uma casa alfandegária, quatro mansões para a nobreza da corte, uma escola de equitação, uma pista de corrida e o Orangerie. Entre as estruturas mais magnificas da propriedade estava uma casa numa caverna chamada "Deleite de Maria Isabel" que recebeu o nome em honra da esposa do duque que a amava muito, e um palácio de prazer em Mertzelbach, desenhado pelo escultor Lux, que também criou o altar-mor da Igreja da Abadia. Muitos destes edifícios já não existem, mas Henrique descreveu-os em pormenor no seu livro "O Desejo Dispendioso de Construir do Duque Henrique de Saxe-Römhild" publicado pelo próprio. Este livro é considerado um dos poucos testemunhos da época sobre a arquitectura efémera. Henrique também secou o lago Bürgersee e tornou-o num jardim de prazeres. Na capital construiu uma igreja com um altar-mor barroco, um camarim real ornamentado e um novo órgão.
Henrique tinha conhecimentos em mecânica, arquitectura e matemática e tinha uma biblioteca luxuosa no Castelo de Glücksburg que aumentou significativamente durante a sua vida. Quando morreu foi herdada pelo duque de Saxe-Gota.
Entre 1691 e 1693, Henrique foi regente do duque Frederico II de Saxe-Gota-Altemburgo juntamente com o seu irmão Bernardo. Henrique prestou serviço militar no Sacro Império Romano-Germânico quando era jovem e tornou-se Generalfeldzeugmeister em 1697. Em 1698, recebeu a Ordem do Elefante. Nos seus últimos quatro anos de vida foi o membro mais velho da Casa Ernestina.
A vida luxuosa da corte e a corte dos representantes do duque levaram à recupera económica e prosperidade cultural de Römhild, contudo, os gastos excederam muito a fortuna do duque e, quando o amado duque morreu inesperadamente em 1710, deixou dividas consideráveis. A sua herança foi leiloada.
Henrique morreu em Römhild. Após a sua morte, as suas terras foram disputadas pelos seus irmãos e acabaram por ser herdadas pelo seu irmão mais novo, o duque João Ernesto IV de Saxe-Coburgo-Saalfeld. Henrique foi enterrado no altar da Igreja de Römhild que foi mais tarde destruída. Actualmente não existe nenhuma indicação sobre ele no local onde foi enterrado.

## Casamento
Henrique casou-se no dia 1 de março de 1676 em Darmstadt com a condessa Maria Isabel de Hesse-Darmstadt, filha do conde Luís VI de Hesse-Darmstadt. O casal não teve filhos.

## Genealogia
| Henrique de Saxe-Römhild | Pai: Ernesto I de Saxe-Gota          | Avô paterno: João II, Duque de Saxe-Weimar    | Bisavô paterno: João Guilherme, Duque de Saxe-Weimar     |
| Henrique de Saxe-Römhild | Pai: Ernesto I de Saxe-Gota          | Avô paterno: João II, Duque de Saxe-Weimar    | Bisavó paterna: Doroteia Susana do Palatinado-Simmern    |
| Henrique de Saxe-Römhild | Pai: Ernesto I de Saxe-Gota          | Avó paterna: Doroteia Maria de Anhalt         | Bisavô paterno: Joaquim Ernesto, Príncipe de Anhalt      |
| Henrique de Saxe-Römhild | Pai: Ernesto I de Saxe-Gota          | Avó paterna: Doroteia Maria de Anhalt         | Bisavó paterna: Leonor de Württemberg                    |
| Henrique de Saxe-Römhild | Mãe: Isabel Sofia de Saxe-Altemburgo | Avô materno: Isabel de Brunswick-Wolfenbüttel | Bisavô materno: Henrique Júlio de Brunswick-Wolfenbüttel |
| Henrique de Saxe-Römhild | Mãe: Isabel Sofia de Saxe-Altemburgo | Avô materno: Isabel de Brunswick-Wolfenbüttel | Bisavó materna: Isabel da Dinamarca                      |
| Henrique de Saxe-Römhild | Mãe: Isabel Sofia de Saxe-Altemburgo | Avó materna: João Filipe de Saxe-Altemburgo   | Bisavô materno: Frederico Guilherme I de Saxe-Weimar     |
| Henrique de Saxe-Römhild | Mãe: Isabel Sofia de Saxe-Altemburgo | Avó materna: João Filipe de Saxe-Altemburgo   | Bisavó materna: Maria Ana de Neuburg                     |